# Gerhard Graband
Gerhard Otto Graband (* 15. Oktober 1920 in Berlin; † 30. März 1993 in Braunschweig) war ein deutscher Anglist, Sprachwissenschaftler und Hochschullehrer.

## Leben und Wirken
Gerhard Graband legte 1939 seine Reifeprüfung in Berlin ab und begann 1940 an der Universität Berlin mit dem Studium der Anglistik/Amerikanistik, Romanistik und Philosophie. Im gleichen Jahr (Oktober 1940) erfolgte jedoch seine Berufung zum Kriegsdienst, knapp ein Jahr später (1941) wurde er verwundet und verbrachte die nächsten drei Jahre im Lazarett. Erst 1946 konnte er sein Studium an der Berliner Humboldt-Universität fortsetzen. 1951 promovierte er im Fach Anglistik/Anglistik an dieser Universität mit einer Arbeit über "Zahl und Zählen im Mittelenglischen" und arbeitete dann dort als wissenschaftlicher Assistent. Seit 1958 war er als wissenschaftlicher Assistent an der Technischen Universität Berlin tätig, wo er sich 1964 habilitierte und ab 1967 als Wissenschaftlicher Rat arbeitete. Von 1968 bis 1977 lehrte er dann als ordentlicher Professor an der Technischen Universität Braunschweig. Von 1973 bis 1974 amtierte er als Dekan der Philosophischen und Sozialwissenschaftlichen Fakultät.
Graband beschäftigte sich vor allem auf dem Gebiet der Sprachwissenschaft, insbesondere mit dem Mittelenglisch und dem frühen Neuenglisch.

## Veröffentlichungen (Auswahl)
- Der Ordnungsgedanke in der mittelenglischen Literatur. In: Zeitschrift für Anglistik und Amerikanistik, Bd. 2 (1954), S. 61–74.
- Neuenglisches them als Demonstrativum. In: Zeitschrift für Anglistik und Amerikanistik, Bd. 4 (1956), S. 343–352.
- Die Geschichte der Anglistik an der Friedrich-Wilhelms-Universität zu Berlin. In: Deutsche Universitätszeitung, Bd. 17 (1962), H. 12, S. 16–24.

- Sprachliche Ausdrucksmittel im internationalen Funksprechverkehr mit Luftfahrzeugen. In: Sprache im technischen Zeitalter, Bd. 7 (1963), S. 507–529.

- Die Entwicklung der frühneuenglischen Nominalflexion. Dargestellt vornehmlich auf Grund von Grammatikerzeugnissen des 17. Jhs. (= Studien zur englischen Philologie, N.F., Bd. 7). Niemeyer, Tübingen 1965 (= Habilitationsschrift Technische Universität Berlin).
- Betrachtungen zum Strukturalismus in der Sprachwissenschaft. In: Linguistics, Bd. 48 (1969), S. 5–35.
- (mit Heidrun Zerning): Hermanni Archidiaconi Liber de Miraculis Sancti Eadmundi. Ein Beispiel für die Benutzung der altenglischen Chronik durch lateinische Autoren des Mittelalters (= Braunschweiger anglistische Arbeiten, Bd. 1). Techn. Univ. Carolo-Wilhelmina, Inst. f. Anglistik u. Amerikanistik, Braunschweig 1970.
- Die frühneuenglische Tradition der "hard words" und der VINDEX ANGLICUS (1644). In: Neuphilologische Mitteilungen, Bd. 76 (1975), S. 88–107.